# Дітер Белов
Дітер Белов (нім. Dieter Below, 23 червня 1942) — німецький яхтсмен.
Бронзовий призер Олімпійських Ігор 1976 року в класі Солінґ, учасник 1980 року.